# Гаплогруппа U3b (мтДНК)
Гаплогруппа U3b — гаплогруппа митохондриальной ДНК человека.

## Субклады
- U3b7
- U3b-a
  - U3b1
  - U3b2
  - U3b3
  - U3b-a1
  - U3b-a2
  - U3b-a3
  - U3b-a4
  - U3b-a5

## Палеогенетика

### Неолит
Анатолийский неолит
- 20036 | MK308700 __ Чатал-Хююк (Building 80, burial feature 7400) __ Чумра, Конья (ил), Турция __ 6450–6380 calBCE __ М (?) __ U3b > U3b-a*.[1]

- I1581 | L12-502 __ Barcın Höyük __ Енишехир (Бурса), Мраморноморский регион, Турция __ 6386-6228 calBCE (7415±30 BP, PSUAMS-2104) __ Ж __ U3 > U3b7.[2]

### Бронзовый век
Алалах
- ALA024 | 45.44, Locus 68, AT 6572 __ Хатай (ил), Турция __ 2115-1776 calBCE (3586±39 BP, MAMS-33690) __ Ж __ U3b.[3]

Триалетская культура
- arm35 | Nerqin Getashen; #20 __ Burial 28; ind. 2 __ Гехаркуникская область, Армения __ 2000–1800 BC (3900 BP) __ U3b > U3b-a5.[4]

Доисторический Левант
- Тель-Мегиддо __ Мегидо (региональный совет), Северный округ (Израиль).[5]
  - I2189 | S2189.E1.L1 __ 14/K/66/LB5 __ 1600–1500 BCE __ М __ R > R-M417 # U3b
  - I2200 | S2200.E1.L1 __ 12/K/107/LB5 __ 1600–1500 BCE __ Ж __ U3b
  - I2195 | S2195.E1.L1 __ 12/K/57/LB4 __ 1600-1278 calBCE (3160±55 BP, RTK-6766) __ М __ J > J-Z1865 # U3b

- I6566 | S6566.E1.L1 __ Baq҅ah cave __ Эль-Балка (мухафаза), Иордания __ 1550–1150 BCE __ М __ J1a2b > J-Y3441 # U3b.[5]

Лчашен-Мецаморская культура
- arm34 | Nerqin Getashen; #19 __ Burial 28; ind. 1 __ Гехаркуникская область, Армения __ 1348-1175 calBCE (3049±29 BP) __ U3b > U3b-a5.[4]

### Железный век
Финикия (римская провинция)
- QED-4 | ERS3189335 __ Qornet ed-Deir __ Кесерван (район), Горный Ливан, Ливанская Республика __ 426-632 calCE (1517±49 BP) __ Ж __ U3b.[6]

## Публикации
2015
- Mathieson I, Lazaridis I, Rohland N; et al. (Декабрь 2015). Genome-wide patterns of selection in 230 ancient Eurasians. Nature. 528 (7583): 499–503. doi:10.1038/nature16152. PMC 4918750. PMID 26595274. {{cite journal}}: Явное указание et al. в: |author= (справка)Википедия:Обслуживание CS1 (множественные имена: authors list) (ссылка)

2017
- Margaryan A, Derenko M, Hovhannisyan H; et al. (Июль 2017). Eight Millennia of Matrilineal Genetic Continuity in the South Caucasus. Current Biology. 27 (13): 2023-2028.e7. doi:10.1016/j.cub.2017.05.087. PMID 28669760. {{cite journal}}: Явное указание et al. в: |author= (справка)Википедия:Обслуживание CS1 (множественные имена: authors list) (ссылка)

2019
- Chyleński M; Ehler E; Somel M; Yaka R; Krzewińska M; Dabert M; Juras A; Marciniak A. (Март 2019). Ancient Mitochondrial Genomes Reveal the Absence of Maternal Kinship in the Burials of Çatalhöyük People and Their Genetic Affinities. Genes (Basel). 10 (3): 207. doi:10.3390/genes10030207. PMC 6471721. PMID 30862131.{{cite journal}}:  Википедия:Обслуживание CS1 (не помеченный открытым DOI) (ссылка)
- Haber M, Doumet-Serhal C, Scheib CL; et al. (Май 2019). A Transient Pulse of Genetic Admixture from the Crusaders in the Near East Identified from Ancient Genome Sequences. The American Journal of Human Genetics. 104 (5): 977–984. doi:10.1016/j.ajhg.2019.03.015. PMC 6506814. PMID 31006515. {{cite journal}}: Явное указание et al. в: |author= (справка)Википедия:Обслуживание CS1 (множественные имена: authors list) (ссылка)

2020
- Agranat-Tamir L, Waldman S, Martin MAS; et al. (Май 2020). The Genomic History of the Bronze Age Southern Levant. Cell. 181 (5): 1146-1157.e11. doi:10.1016/j.cell.2020.04.024. PMID 32470400. {{cite journal}}: Явное указание et al. в: |author= (справка)Википедия:Обслуживание CS1 (множественные имена: authors list) (ссылка)
- Skourtanioti E, Erdal YS, Frangipane M; et al. (Май 2020). Genomic History of Neolithic to Bronze Age Anatolia, Northern Levant, and Southern Caucasus. Cell. 181 (5): 1158-1175.e28. doi:10.1016/j.cell.2020.04.044. PMID 32470401. {{cite journal}}: Явное указание et al. в: |author= (справка)Википедия:Обслуживание CS1 (множественные имена: authors list) (ссылка)